# Csemiczky Tihamér
Csemiczky Tihamér Lajos (Törtel, 1904. március 19. – Budapest, 1960. augusztus 9.) magyar grafikus és festő, gyógyszerész.

## Életpályája
Szülei: Csemiczky Frigyes és Máthé Berta voltak. Gyógyszerésznek tanult, illetve az Iparművészeti Iskolába is járt (1924–1925). 1927-től grafikával foglalkozott; plakátokat, illusztrációkat készített. 1929–1930 között Bortnyik Sándor mellett dolgozott. 1940–1944 között a Film, Színház, Irodalom című hetilap képszerkesztője és karikaturistája volt. 1944-ben az üldözöttek segítője volt, emiatt letartóztatták, de 1945. elején megszökött. 1945 után a Képes Világ felelős szerkesztőjeként dolgozott. 1945–1948 között gyógyszerész volt Abonyban, majd a fővárosban reklámgrafikákat készített. 1964-ben emlékkiállítása volt a Magyar Nemzeti Galériában.
Sírja a Farkasréti temetőben található. (1/1-1-25)

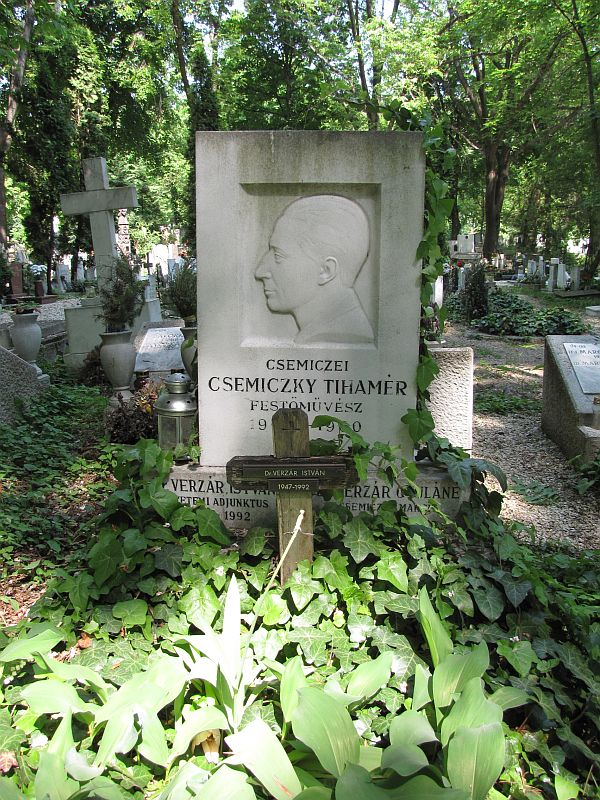
Sírja a Farkasréti temetőben (1/1-1-25)

## Kiállításai

### Egyéni kiállítások
- 1943 • Alkotás Művészház
- 1964 • Csemiczky Tihamér emlékkiállítás, Magyar Nemzeti Galéria, Budapest (kat.). Válogatott csoportos kiállítások

### Válogatott csoportos kiállítások
- 1929 • Országos Magyar Tárlat, Új Művészház, Nemzetközi plakátkiállítás, München
- 1930 • Könyv- és Reklámművészek Társasága bemutatkozó kiállítása, Iparművészeti Múzeum, Budapest
- 1934 • Györgyi Kálmán-emlékkiállítás, Iparművészeti Múzeum, Budapest
- 1960 • Magyar Plakát-Történeti Kiállítás 1885-1960, Műcsarnok, Budapest
- 1986 • 100 + 1 éves a magyar plakát. A magyar plakátművészet története 1885-1986, Műcsarnok, Budapest
- 1995 • Plakát Parnasszus I., Szent Korona Galéria, Székesfehérvár